# Kyūshū

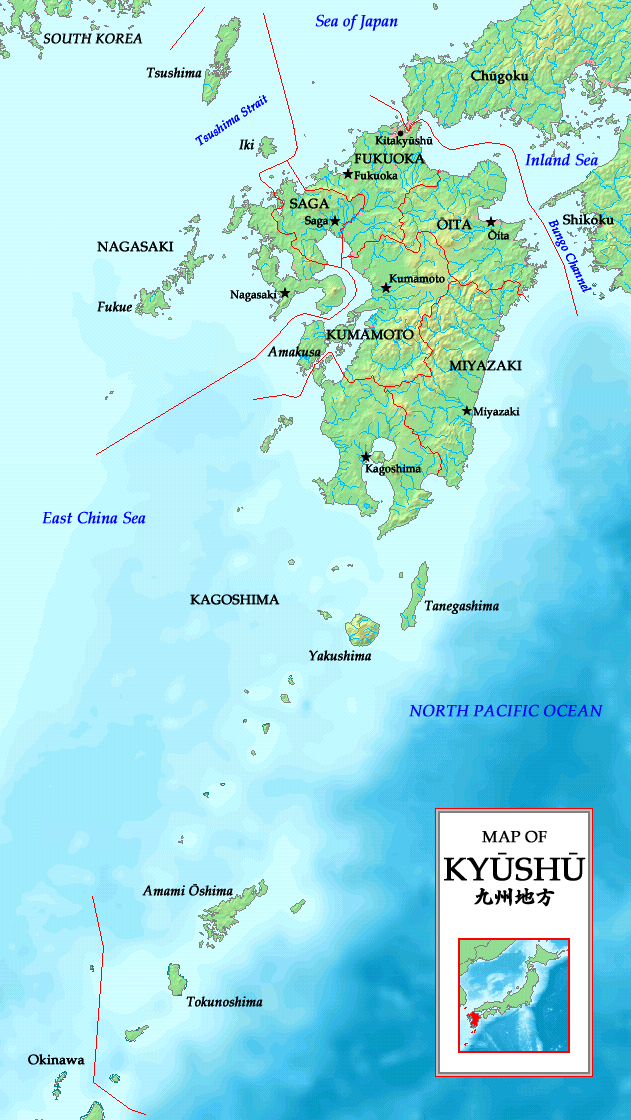
Detaillierte Karte Kyūshūs ohne Okinawa

Kyūshū (jap. 九州, anhörenⓘ, deutsch „neun Provinzen“) ist mit einer Fläche von 36.782,35 km² und 13 Mio. Einwohnern die drittgrößte und zweitbevölkerungsreichste Hauptinsel Japans. (Stand 1. Dezember 2014)
Zur Region Kyūshū werden weitere, kleinere, Inseln gezählt, oft auch die Inseln der Präfektur Okinawa.

## Name
Ihr Name stammt von der ursprünglichen Unterteilung der Insel in neun Provinzen (Chikuzen, Hizen, Chikugo, Higo, Satsuma, Ōsumi, Hyūga, Bungo und Buzen). Historische Namen für Kyūshū sind:
- Kyūgoku (九国, deutsch: „neun Länder“),
- Chinzei (鎮西, deutsch: „befriedeter Westen“) und
- Tsukushi-no-shima (筑紫島, deutsch: „Insel von Tsukushi“).

Der Name Kyūshū wird erstmals im Intoku Taiheiki (陰徳太平記) aus dem 18. Jahrhundert erwähnt.

## Geografie
Die Insel Kyūshū ist die südlichste der vier Hauptinseln Japans. Kyūshū ist sehr gebirgig. Auf ihr befindet sich der Aso (1592 m) (japanisch 阿蘇山, Asosan), der aktivste Vulkan Japans. Andere aktive Vulkane sind der Sakurajima jap. 桜島 (bei Kagoshima) und der Unzen-Dake jap. 雲仙岳 (bei Nagasaki).
Zur Region, ohne die Präfektur Okinawa, gehören zudem 2159 weitere Inseln mit einer Gesamtfläche von 5450 km².
Im Norden befindet sich die Koreastraße, im Westen das Ostchinesische Meer, im Süden der Pazifische Ozean und im Osten die Seto-Inlandsee. Als Teil der Seto-Inlandsee trennen im Norden nur die teilweise lediglich 600 Meter Breite der Kammon-Straße Kyūshū von der Insel Honshū, im Nordosten die Hōyo-Meerenge und die Bungo-Straße Kyūshū von der Insel Shikoku. (Die Bungo-Straße wird nicht immer zur Seto-Inlandsee gezählt.) In Westkyūshū befinden sich mit der Ariake-See, Yatsushiro-See und der Ōmura-Bucht große Wasserflächen, die über Meeresengen mit dem Ostchinesischen Meer verbunden sind. Der Aso-Kujū-Nationalpark beinhaltet den Aso, einen der aktivsten Vulkane Japans, sowie den Kujū-san jap. 九重山.
Insgesamt gibt es auf der Insel Kyūshū 27 Vulkane. Diese Region Japans ist also sehr reich an vulkanischer Aktivität. Zu diesen Vulkanen zählen in alphabetischer Reihenfolge:
- Asosan (japanisch: 阿蘇山 Asosan), Aira Caldera (jap.: 姶良カルデラ Aira Carudera), Ata Caldera (jap.: 阿多カルデラ Ata Carudera),
- Fukue-Volcanic-Group (jap.: 福江火山群 Fukuekazangun), Futago-Volcanic-Group (jap.: 両子火山群 Futagokazangun),
- Haneyama (jap.: 万年山火山群 Haneyamakazangun), Himeshima-Volcanic-Group (jap.: 姫島火山群 Himeshimakazangun), Hohi-Volcanic-Group, Hokusatsu-Plateau (jap.: 北薩火山群 Hokusatsukazangun),
- Ibusuki-Volcanic-Field (jap.: 指宿火山群 Ibusukikazangun), Iki-Volcanic-Group (jap.: 壱岐火山群 Ikikazangun), Imuta (jap.: 藺牟田 Imuta),
- Kakuto Caldera (jap.: 加久藤カルデラ Kakuto Carudera), Kinpōsan/Kinbōsan (jap.: 金峰山 Kinpusan), Kirishimayama (jap.: 霧島山 Kirishimayama), Kujūsan (jap.: 九重山 Kujuusan), Kurose (jap.: 黒瀬 Kurose),
- Ojikajima-Volcanic-Group (jap.: 小値賀島火山群 Ojikajimakazangun),
- Sakurajima (Aira Caldera) (jap.: 桜島 Sakurajima (姶良カルデラ Aira Carudera)), Satsuma-Maruyama (jap.: 薩摩丸山 Satsumamaruyama), Sendai (jap.: 川内 Sendai), Sone (jap.: 曽根 Sone), Sumiyoshiike & Yonemaru Maars (jap.: 米丸・住吉池 Yonemaru Sumiyoshiike),
- Tara-Dake (jap.: 多良岳 TaraDake), Unzen-Dake (jap.: 雲仙岳 Unzen Dake), Yabakei (Shishimuta Caldera) (jap.: 猪牟田カルデラ Shishimuta Carudera) und Yufu-Tsurumi (jap.: 由布・鶴見 Yufu Tsurumi)[5]

## Präfekturen
Als Region Kyūshū (九州地方, Kyūshū-chihō) ist sie eine der japanischen Regionen. Neben der Insel Kyūshū gehören eine Reihe kleinerer Inseln wie Tsushima, die Goto- sowie die südlich gelegenen Satsunan-Inseln zur engeren Region Kyūshū. Diese erstreckt sich dann über sieben Präfekturen über eine Fläche von 42.190,90 km² mit 13.189.193 Einwohnern (Stand: 1. Februar 2011). Die Region wurde historisch auch Saikaidō (西海道, dt. „Westmeerbezirk“) genannt.
Im weiteren Sinne werden auch die Ryūkyū-Inseln – d. h. die Region umfasst dann alle Nansei-Inseln – und damit die Präfektur Okinawa hinzugezählt. Die Fläche beträgt dann 44.466,91 km² mit 14.585.318 Einwohnern (Stand: 1. Februar 2011). Nach dieser Definition wird die Region auch als Kyūshū-Okinawa (九州・沖縄地方, Kyūshū-Okinawa-chihō) bezeichnet.
Die Region Kyūshū gliedert sich heute – je nach Definition – in sieben oder acht Präfekturen:
1. Fukuoka
2. Saga
3. Nagasaki
4. Kumamoto
5. Ōita
6. Miyazaki
7. Kagoshima
8. Okinawa

## Wirtschaft
Die größte und wichtigste Stadt auf Kyūshū ist Fukuoka mit Hafen, Industrie und zahlreichen Verwaltungen. Die zweitgrößte Stadt Kitakyūshū ist durch Schwerindustrie (Stahlwerke) geprägt. Weitere wichtige Städte sind Ōmuta (chemische Industrie), Nagasaki (Hafen), Kumamoto (Halbleiterindustrie sowie seit 1976 ein Honda-Werk mit 2.600 Mitarbeitern) und Kagoshima. Die wichtigsten landwirtschaftlichen Produkte sind Reis, Tee, Tabak, Speisekartoffeln und Soja. Außerdem wird Seide produziert.

## Verkehr
Die Kammon-Straße ist eine Schifffahrtsroute; sie wird durch die Kammon-Brücke und zahlreiche Tunnel gequert. Seit Mitte des 20. Jahrhunderts sind dort Tunnel für Schiene und Straße in Betrieb.
Der Ōita-Zentralflugplatz ging 1988 in Betrieb. Seit 1975 ist Hakata-ku über den San’yō-Shinkansen durch den 18.713 Meter langen Shin-Kanmon-Tunnel mit Shin-Ōsaka auf Honshū verbunden. Seit 2011 führt der Kyūshū-Shinkansen, dessen südlicher Teil bereits seit 2004 in Betrieb ist, weiter bis Kagoshima.
Seit 1952 sind dort die Nationalstraßen 3, 10, 34 und 35 festgelegt. Zwischen Kitakyushu und Kagoshima verläuft die 3 westlich auf der Insel und die 10 östlich. Die 34 zweigt von der 3 ab und führt nach Nagasaki. Von dieser zweigt dann noch die 35 nach Sasebo ab. 1953 kamen noch die Nationalstraßen 198 bis 226 als Straßen 2. Ordnung dazu.

## Klima
Die südlichen Inseln und Teile der Präfektur Kagoshima weisen ein subtropisches Klima auf, der größte Teil Kyūshūs liegt in der warm-gemäßigten Klimazone.

## Geschichte

### Altertum
Nach der japanischen Mythologie in den ältesten Chroniken Kojiki und Nihonshoki stammt die Familie des Tennō (Kaiser) aus Kyūshū. Historisch ist Nordkyūshū einer der möglichen Orte von Yamatai, einem Staat der im chinesischen Weizhi Worenchuan (chinesisch 魏志倭人傳 / 魏志倭人传, Pinyin Wèizhì Wōrénchuán, W.-G. Wei-chih Wo-jen-chuan, japanisch 魏志倭人伝, Gishi Wajinden, dt. „Aufzeichnungen von Wei: Leben der Menschen von Wa“), einem Teil der Chroniken der Drei Reiche, für das 3. Jahrhundert erwähnt wird. Von diesem heißt es dort, dass ihn die Königin Himiko regierte. Weil Kyūshū näher am asiatischen Festland liegt als die anderen japanischen Hauptinseln, war vom Altertum bis heute der Handel zwischen Kyūshū und anderen ostasiatischen Ländern sehr rege.
Das Weizhi Worenchuan erwähnt für genannte Zeit noch eine Vielzahl weiterer Kleinstaaten auf Kyūshū, darunter Na (wohl an der Hakata-Bucht bzw. Nanotsu) und Ito (wohl in der Itoshima-Ebene), jeweils bei Fukuoka. Eine bedeutsame Siedlung war die Yoshinogari-Fundstätte nahe der Ariake-See aus dem 4. Jahrhundert vor Christus, die eine Größe von knapp 40 ha besaß. Sie wurde in den 1980ern ausgegraben und teilweise rekonstruiert.
Für die spätere Zeit erwähnt das Kojiki, dass die Insel in vier Provinzen eingeteilt war: Tsukushi (im Kojiki mythologisch auch Shira-bi-wake 白日別 „Weißsonnen-Junger“ genannt) im Norden, Toyo (Toyo-bi-wake 豊日別 „Üppiger-Sonnen-Junger“) im Osten, Hi (Take-hi-mukahi-toyo-kuji-hine-wake 建日向日豊久士比泥別 „Tapfrer Sonnen-Zugewandter, Üppig-wunderbarer-Herr-Junger“) im Westen und Mitte und Kumaso (Take-bi-wake 建日別 „Tapfrer Sonnen-Junger“) im Süden. Für das 7. Jahrhundert wird erstmals Hyūga erwähnt und Tsukushi wurde in Chikuzen und Chikugo, Toyo in Bungo und Buzen, sowie Hi in Hizen und Higo aufgespalten.
Während der Herrschaft der Kogyoku wurde 660 der koreanische Verbündete Baekje von Silla und Tang-China unterworfen, woraufhin eine Flotte angeführt von Abe no Hirabe entsandt wurde um die Reste Baekjes zu unterstützen. Die Hauptstadt wurde zugleich von Asuka-kyō nach Asakura verlegt. Nach der vernichtenden Niederlage Japans bei der Schlacht von Hakusukinoe fürchtete Japan eine Invasion seitens Silla und China und ließ die Küsten Kyūshūs befestigen.
Anfang des 8. Jahrhunderts kam es zu mehreren Auseinandersetzungen mit den Hayato (隼人) in Süd-Kyūshū. 720 erhoben sich die Hayato erneut und 721 wurden sie vollständig unterworfen.

### Mittelalter
1185 fand in der Shimonoseki-Straße zwischen Kyushu und Honshu die Seeschlacht von Dan-no-ura statt, bei der der die japanische Politik dominierende Taira-Klan durch die Minamoto besiegt wurde, die schließlich das Kamakura-Shogunat errichteten. 1274 landete eine mongolische Flotte mit 20.000 bis 40.000 Mann in der Hakata-Bucht, wo es zur Schlacht von Bun’ei kam. Eine weitere Invasion mit knapp 150.000 Mann erfolgte 1281 und konnte in der Schlacht von Kōan abermals abgewehrt werden. Beide Mongoleninvasionen schlugen vor allem durch schwere Stürme fehl, die die Invasionsflotten dezimierten und die von japanischer Seite als „göttlicher Wind“ (Kamikaze) gedeutet wurden. Innenpolitisch führten die immensen militärischen und finanziellen Kosten zu einer Schwächung und letztlich zum Fall des Shogunats.
Nach dem Fall des darauffolgenden Ashikaga-Shogunats kam es zu einem knapp hundert Jahre währenden Bürgerkrieg (Sengoku-Zeit). Bedeutende Regionalherrscher (Daimyō) dieser Zeit auf Kyushu waren die Ōtomo im Nordosten, die Ryūzōji im Nordwesten, die Tachibana im Westen, die Shimazu im Südwesten und die Itō im Südosten.
Während dieser Zeit fand auch der erste Kontakt mit Europäern statt, als portugiesische Seeleute auf der Insel Tanegashima aufliefen. Die Japaner übernahmen von diesen das Wissen über Vorderladergewehre und entwickelten daraus die Tanegashima-Arkebuse, die in großen Stückzahlen während des Bürgerkriegs eingesetzt wurde. Dieser Kontakt markierte den Anfang der Epoche des Namban-Handels, in der Japan hauptsächlich über Kyushu intensiv Handel mit Europa trieb und Wissen und Technologie aus allen Bereichen importierte. Einige Regionalherrscher Kyushus konvertierten auch zum christlichen Glauben.

### Neuzeit
Nachdem Toyotomi Hideyoshi wieder das Reich einigte, begann er von Kyushu aus die Invasion Koreas (1592–1598). Ein Nebeneffekt war, dass Töpfer aus Korea mitgebracht wurden, die Kyushu zu einem Zentrum der Porzellanherstellung machten (Imari-Porzellan und Kakiemon-Porzellan). 1637/8 fand der Shimabara-Aufstand christlicher Bauern statt. Das 1603 gegründete Tokugawa-Shogunats forcierte 1639 die Abschließung Japans und wies alle Ausländer aus, ausgenommen die Holländer, die einen Handelsposten auf Dejima in der Bucht von Nagasaki im Osten Kyushus betrieben.
Über diese fand weiterhin Austausch zwischen Europa und Japan statt (Rangaku). Die gewaltsame Öffnung Japans durch Matthew Perry 1853 führte den Daimyo die Schwäche des Shogunats vor Augen, wobei sich vor allem die Shimazu aus Satsuma im Südwesten Kyushus sich gemeinsam mit Chōshū an die Spitze der Opposition zum Shogunat setzten, in dessen Verlauf dieses abgeschafft und 1868 die Kaiserherrschaft wiederhergestellt (Meiji-Restauration) wurde.

### Moderne
In der neuen Regierung standen nun bis in die 1920er Politiker aus Satsuma und Chōshū an der Spitze (Meiji-Oligarchie). Während der Modernisierung Japans hatte Kyushu daran einen großen Anteil mit seinem Kohlenreichtum und Häfen, die insbesondere Nagasaki zu einem Zentrum der japanischen Schiffsbau- und Stahlindustrie machten. Im Zweiten Weltkrieg war die Stadt daher Ziel des zweiten Atombombenabwurfs. Nach Kriegsende wurde in Kyushu die verarbeitende Industrie aufgebaut, vor allem wegen seiner Nähe zum Kontinent, wie auch der Tourismus.

## Sonstiges
Die Region Hoenn aus den Pokémon-Spielen wurde der Insel nachempfunden.